# Akelarre (cifrario)
L'Akelarre è un cifrario a blocchi proposto nel 1996 che combina la struttura di base dell'IDEA con alcune idee dell'RC5. È stato crittoanalizzato nel 1997 risultando vulnerabile ad attacchi con solo testo cifrato. Il termine Akelarre significa "sabba" in lingua basca.
L'Akelarre opera su blocchi dati di 128 bit con una chiave di lunghezza variabile con incrementi di 64 bit ed un numero di passaggi anch'essi variabili (suggeriti 4). La funzione alla base dei passaggi è simile a quella dell'IDEA.
Dopo la crittoanalisi dell'algoritmo, i suoi sviluppatori ne hanno presentato una variante denominata Ake98. Questo cifrario differisce dall'Akelarre originale per la presenza di una nuova funzione denominata AR-box (Addition-Rotation box), per lo scambio delle word alla fine di un passaggio e per l'aggiunta di sotto-chiavi all'inizio di ogni passaggio. Nel 2004 Jorge Nakahara, Jr. e Daniel Santana de Freitas hanno trovato delle ampie classi di chiavi deboli dell'Ake98: queste chiavi permettono una crittoanalisi di un massimo 11,5 passaggi dell'Ake98 in maniera molto più rapida della semplice ricerca esaustiva, utilizzando solo 71 testi in chiaro noti.